# Scytodes obelisci
Scytodes obelisci là một loài nhện trong họ Scytodidae.
Loài này thuộc chi Scytodes. Scytodes obelisci được J. Denis miêu tả năm 1947.